# Freedom Tower (Miami)
Der Freedom Tower in Miami ist ein 1925 erbauter Turm und soll an die kubanische Immigration in die USA erinnern. Der am 600 Biscayne Boulevard gebaute Turm ist am 10. September 1979 auf die Liste der historischen Plätze in den USA hinzugefügt worden und gilt auch als historisches Wahrzeichen des Landes.

## Geschichte
Der 1925 fertiggestellte Turm war das Hauptquartier der Zeitung  Miami News & Metropolis  und zeigt deutlich ein Beispiel des mediterranen Baustils, der in dieser Zeit in der Gegend um Miami weit verbreitet war. Er war damals das höchste Bauwerk von Miami und durch die später angebrachte Krone 78 Meter hoch.
Nachdem der Zeitungsverlag das Gebäude verlassen hatte, wurde es vom Staat in ein Flüchtlingslager umgebaut. Dieses war damals ein Zeichen für die Gegner der Kommunisten unter Fidel Castro, das Land zu verlassen und in die USA zu fliehen. 
1997 wurde das Gebäude für 4,1 Millionen Dollar an den kubanisch-amerikanischen Leiter der Kubanischen Gemeinschaft in Amerika Jorge Mas Cnosa verkauft.
Das Gebäude wurde restauriert und gilt heute als ein Monument der Internationalen Zusammenarbeit. Es beherbergt ein Museum, einen Gemeindesaal, eine Bücherei und viele Büroräume. Der Freedom Tower wird derzeit auch als Kunstgalerie genutzt.

## Der Name Freedom Tower
Der in Miami befindliche Freedom Tower bekam seinen Namen durch Kubanischen Flüchtlinge und hat seinen Namen daher schon länger als der spätere Freedom Tower in New York City. Durch den gleichen Namen kam es zunächst öfters zu Verwechslungen, der New Yorker Freedom Tower wurde allerdings im Frühjahr 2009 offiziell in One World Trade Center umbenannt.